# Xã Lynn, Quận Day, Nam Dakota
Xã Lynn (tiếng Anh: Lynn Township) là một xã thuộc quận Day, tiểu bang Nam Dakota, Hoa Kỳ. Năm 2010, dân số của xã này là 41 người.